# Magyar Nyelvőr
Magyar Nyelvőr – czasopismo kulturalnojęzykowe poświęcone językowi węgierskiemu, wychodzące od roku 1872.
Zajmuje się kulturą językową, ortografią, językiem ogólnym i dialektami języka węgierskiego. Porusza zagadnienia z zakresu gramatyki i stylistyki. 
Czasopismo założył lingwista Gábor Szarvas.